# Elstra
Elstra är en stad (Landstadt) i Landkreis Bautzen i förbundslandet Sachsen i Tyskland. Staden har cirka 2 700 invånare.